# Norbert Eder
Norbert Eder (Bibergau, 7 novembre 1955 – Stephanskirchen, 2 novembre 2019) è stato un allenatore di calcio e calciatore tedesco, di ruolo difensore.

## Caratteristiche tecniche
Giocò solitamente nel ruolo di difensore centrale o centrocampista difensivo.

## Carriera

### Giocatore

#### Club
Cresciuto nel Norimberga, vi rimase per 10 stagioni fino al 1984, quando fu acquistato dal Bayern Monaco: è in Baviera che Eder vince gli unici titoli della sua carriera: tre edizioni della Bundesliga, una Coppa di Germania ed una Supercoppa. Nel 1988 si trasferisce, per le sue due ultime stagioni professionistiche, agli svizzeri dello Zurigo.

#### Nazionale
In Nazionale totalizzò 9 apparizioni, prendendo parte ai Mondiali di Messico '86, dove giocò da titolare la finale persa contro l'Argentina.

### Allenatore
Dopo aver appeso le scarpe al chiodo ha iniziato a lavorare come allenatore nelle categorie minori tedesche.

## Palmarès

### Giocatore
- Campionato tedesco: 3

Bayern Monaco: 1984-1985, 1985-1986, 1986-1987
- Coppa di Germania: 1

Bayern Monaco: 1985-1986
- Supercoppa di Germania: 1

Bayern Monaco: 1987